# Europees kampioenschap voetbal vrouwen 2029
Het Europees kampioenschap voetbal vrouwen 2029 is de geplande vijftiende editie van het Europees continentaal kampioenschap voetbal voor vrouwen. Het zal in de zomer van 2029 worden gespeeld en wordt de vierde editie met 16 deelnemende landen. Engeland is de tweevoudig titelverdediger, na het toernooi in 2022 en 2025 te hebben gewonnen.

## Organisatie
Voor 24 september 2024 moesten geïnteresseerde gastlanden hun aanvraag indienen bij de UEFA. Uiteindelijk werden er vijf kandidaten gekozen:
- Denemarken en  Zweden
- Polen
- Portugal
- Duitsland
- Italië

Alle vijf de kandidaten dienden op 12 maart 2025 hun voorlopige biedingsdossier in en tot 28 augustus 2025 hebben ze de tijd om hiervan de definitieve versie in te dienen. Vervolgens zal de definitieve kandidatenlijst worden samengesteld, waarna in december 2025 het/de gastland(en) bekend zal worden gemaakt.